# Rip's Twenty Years' Sleep
 (octobre 2019).
Pour plus de détails, voir Fiche technique et Distribution.
Rip's Twenty Years' Sleep est un film américain muet et en noir et blanc réalisé par William Kennedy Laurie Dickson sorti en 1896.

## Fiche technique
- Titre original : Rip's Twenty Years' Sleep
- Réalisation : William Kennedy Laurie Dickson
- Scénario : d'après le récit Rip Van Winkle de Washington Irving
- Photographie : G.W. Bitzer
- Société(s) de production : American Mutoscope Company
- Pays d’origine :  États-Unis
- Langue originale : muet
- Format : noir et blanc — 68 mm — 1,36:1 — film muet
- Genre : drame, court métrage
- Durée : 25 secondes
- Dates de sortie :
  - États-Unis : 1er septembre 1896

## Distribution
- Joseph Jefferson : Rip Van Winkle